# Bert Böhlitz
Bert Böhlitz (* 1972) ist ein deutscher Schauspieler.
Bert Böhlitz lernte von 1995 bis 1997 an der Hochschule für Musik und Theater in Leipzig. Außerdem war er von 1997 bis 2000 an der Bayerischen Theaterakademie. Neben seinen Rollen in verschiedenen Fernsehfilmen und -serien spielt er zudem am Theater.

## Film und Fernsehen (Auswahl)
- 2001: Am See
- 2002: Die Wache
- 2002: Unsere Polizei
- 2002: Liebe und Verlangen
- 2004: Mein Leben & Ich
- 2005: Dresden
- 2006: GSG 9 – Ihr Einsatz ist ihr Leben
- 2007: Tatort – Fettkiller
- 2007: Das Wunder von Berlin
- 2008: Alarm für Cobra 11 – Auf eigene Faust
- 2012: Notruf Hafenkante – Karambolage (Teil 1)
- 2013: Alarm für Cobra 11 – Die kleine Prinzessin

## Theaterrollen (Auswahl)
- Patient Heine, Rolle: Heinrich Heine
- Zauberberg (Thomas Mann) am Landestheater Magdeburg
- Pardon wird nicht gegeben  (A. Döblin)
- Rückkehr des Spinnenmenschen
- Zwerg Nase (Hauff) am Stadttheater Konstanz
- Die Zofen (Genet) am Stadttheater Nürnberg
- Die Geschichte von den Pandabären (Viesniec)
- Clockwork Orange am Metropoltheater München